# Aegopinella cisalpina
Aegopinella cisalpina is een slakkensoort uit de familie van de Oxychilidae. De wetenschappelijke naam van de soort is voor het eerst geldig gepubliceerd in 1983 door Riedel.